# Hrabovo

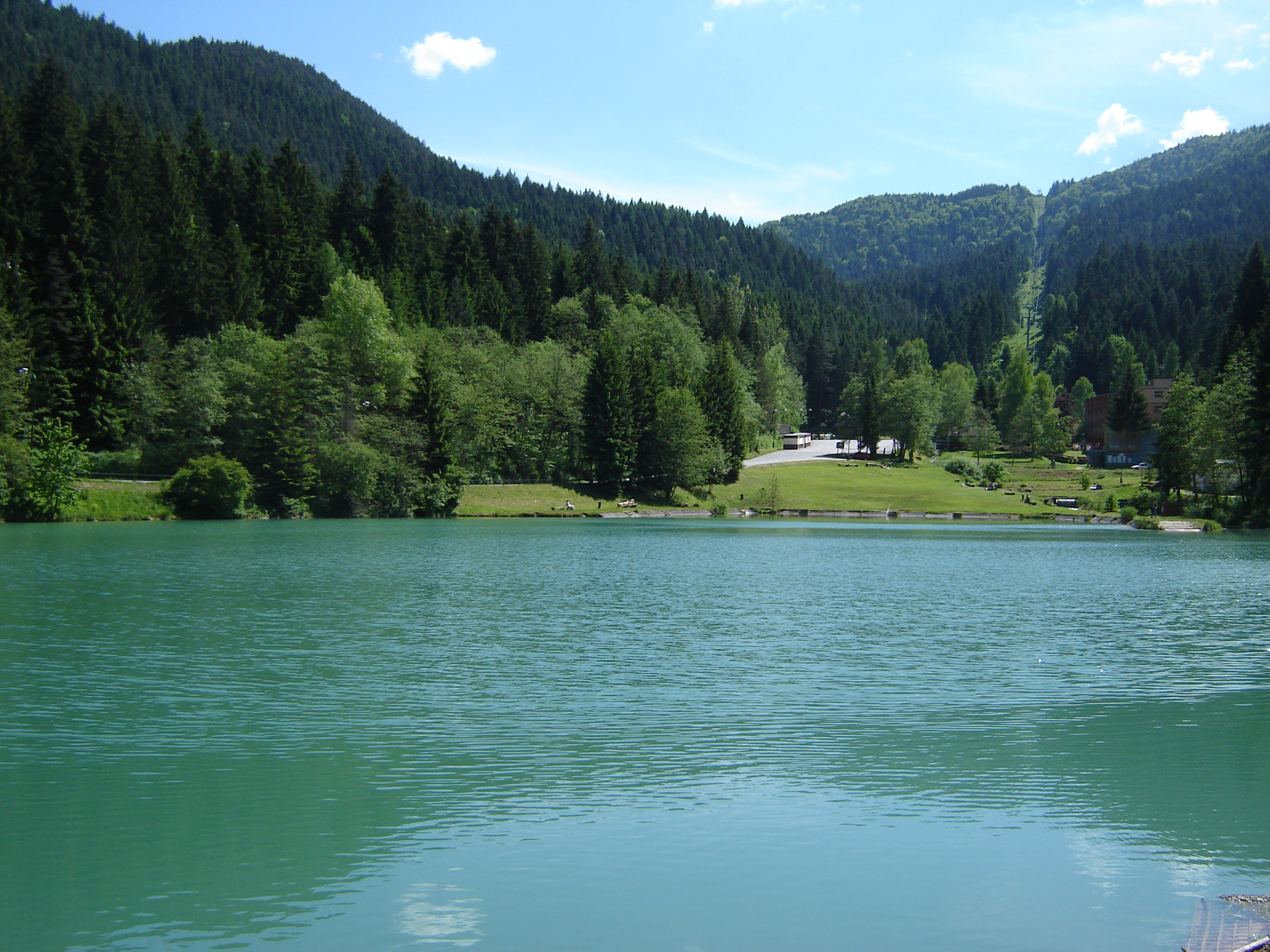
Hrabovo – zbiornik wodny, w tle gondola na Malinô Brdo

Hrabovo – dzielnica (osada) słowackiego miasta Rużomberk, położona na zachód od centrum miejscowości.
Osada powstała przy okazji budowy wodociągów i kanalizacji mających dostarczać wodę do zakładów bawełniarskich. Powstała m.in. tama (na cieku wodnym Hrabovský potok oraz niewielki zbiornik wodny. Dzielnica wykorzystywana jest do celów turystyczno-rekreacyjnych; wokół zbiornika powstało osiedle domów z pokojami dla turystów, znajduje się tutaj także węzeł szlaków turystycznych w góry Wielkiej Fatry. W 1964 wybudowano kolej gondolową na Malinô Brdo.
Obecnie działa tutaj ośrodek narciarski Skipark Ružomberok.

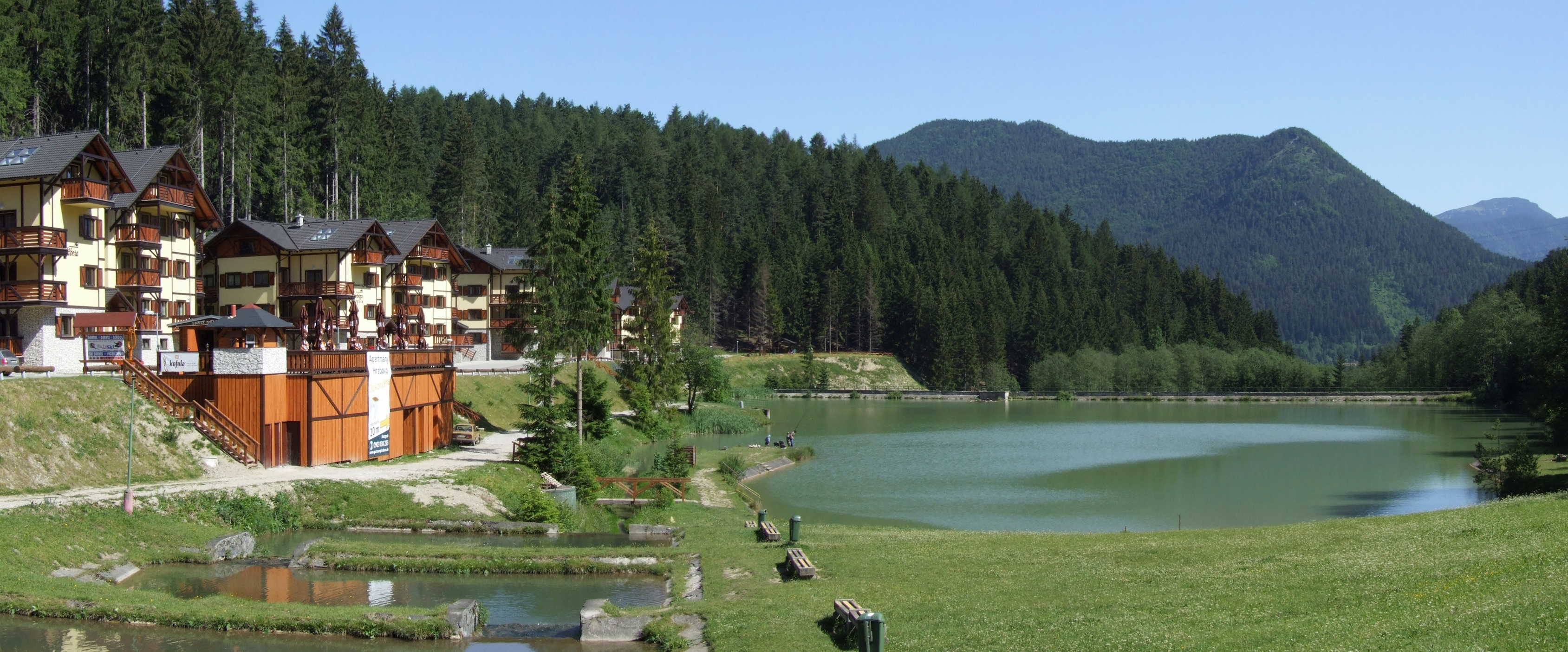